# ماسون توبين
ماسون توبين (بالإنجليزية: Mason Tobin)‏ هو لاعب كرة قاعدة أمريكي، ولد في 8 يوليو 1987 في غلينديف في الولايات المتحدة.

## وصلات خارجية
- ماسون توبين على موقع دوري كرة القاعدة الرئيسي (الإنجليزية)
- ماسون توبين على موقعبيزبول رفرنس.كوم (الدوري الرئيسي) (الإنجليزية)
- ماسون توبين على موقعبيزبول رفرنس.كوم (الدوري الثانوي) (الإنجليزية)
- ماسون توبين على موقع إي إس بي إن.كوم (أم.أل.بي) (الإنجليزية)
- ماسون توبين على موقع مشجعي الرسوم البيانية (الإنجليزية)